# 魔女館シリーズ
『魔女館シリーズ』（まじょやかたシリーズ）は、つくもようこによる日本の児童文学作品。シリーズ累計20万部。イラストはCLAMPが担当。青い鳥文庫（講談社）から刊行されている。全6巻。

## ストーリー
あかりは、魔法使いになりたくてたまらない小学6年生。ある日、パパのアンティークショップに、すてきなドールハウスと人形がやってきた。その人形は、なんと姿を変えたホンモノの魔女だった！

## 登場人物
天河あかり
主人公。小学6年生。大の魔法好きで、将来の夢は魔法使いになること。魔法のエネルギーの源である太陽のペンダントを持っており、そのせいで毎回いろいろな事件を引き起こす。お菓子作りが得意で広いレパートリーを持っている。自由になってしまったドールハウスの人形たちを再び封印することができるのも、得意のお菓子作りのおかげである。
グローリア伯爵に「魔法の才能がある」と言われたことがあるが、本当のところは分からない。
藤原さつき
あかりの親友。小学6年生。不思議なことが好きな、あかりの魔法仲間。冷静でしっかりもの。あかり曰く「サラサラのロングヘア」
草薙ガロア
あかりの親友。小学6年生。いつも冷静でクールな男子。非常に賢い。この子のお父さんは変わった人で、昔の数学者にそういう人がいたので名前も「ガロア」となったらしい。
安倍亮太
あかりの親友。小学6年生。空手を習っており、体力自慢である。かわいい女の子には目がなく、三日月マリアや白雪姫に会った時も、メロメロになっていた。
アタル
あかりの弟。空手を習っている。
ママ
あかりのママ。一度人形になったことがある。
パパ
あかりのパパ。アンティークショップを経営している。
ラウラさん
アンティークショップ「LA　CASA　DELLA　STRAGA」(魔女館の意のイタリア語。アンティークショップの名前。)で働いている、イタリア人の女性。オードリー・ヘップバーンに少し似ている。日本の古い文学を研究しにやってきていて、その世界にどっぷりつかっている。日本人がそれを全部分かっていると思い込んでいるのがちょっと困りもの。
ミカエル太郎
ドールハウスの家族の137代目の長男。魔法が苦手だが、テレビのモニターを通してなら魔法が使える。母親であるイザベラと仲が悪い。人形にされる前は、フジヤマテレビのディレクターとして働いていた。自称「天才ディレクターミカエル様」。
プリンセス月子
ミカエル太郎の妻。月の神「月読命」の子孫。人形にされる前は、テレビに出演するなどする有名な占い師だった。「USOHAPIKK」(宇宙神秘波動エネルギー安全ピンポイント簡単開発修行)にあかりたちを誘い、太陽のペンダントからエネルギーを吸い取ったりした。
イザベラ
ミカエル太郎の母。最初にドールハウスにやってきた人形の一人。魔次元の世界にしようとしてあかりのお菓子に封印されてしまう。料理は下手で、孫のルシファーもうんざりしている。魔法が苦手、という理由から息子のミカエル太郎と仲が悪い。
グローリア伯爵
ミカエル太郎の父。「きっちり、まっすぐ」が大好きな魔法使い。「しびれれれ魔法」の開発者で、「聖グローリア学院」の学院長でもある。人前では45度にかまえる。一人で本を読んで勉強し、心理的攻撃魔法を習得した。それが「しびれれれ魔法」である。
アンジェラ・クレッセント
ミカエル太郎と、プリンセス月子の子。長女。美人である。あかり曰く「キレイで優しくて上品で、おまけに頭もよさそうな素敵な人」。
三日月マリア
ミカエル太郎とプリンセス月子の子。次女。人形にされる前は、国民的人気アイドルだった。わがままで性格が悪い。
ルシファー
ミカエル太郎とプリンセス月子の子。長男。最初にドールハウスにやってきた人形の１人。ブルーサファイヤの瞳に、金髪の少年。ちょっと憎たらしい。あかり曰く「顔はけっこうかわいい」

## 用語
ドールハウス

太陽のペンダント

## 既刊
- 魔女館へようこそ
- 魔女館と秘密のチャンネル
- 魔女館と月の占い師
- 魔女館と謎の学院
- 魔女館と怪しい科学博士
- 青い鳥文庫30周年記念短編集『おもしろい話が読みたい！マジカル編』

（『消えた皇女のゴブレット　あかりの魔法前夜』が収録されている。）
- 魔女館と魔法サミット